# Ernesto Valverde
Ernesto Valverde (* 9. únor 1964 Viandar de la Vera) je španělský fotbalový trenér, který trénuje španělský klub Athletic Bilbao, a bývalý profesionální fotbalista, který hrával na pozici útočníka. Svoji hráčskou kariéru ukončil v roce 1997 ve španělském klubu RCD Mallorca. V roce 1990 odehrál také 1 utkání v dresu španělské reprezentace.

## Trenérská kariéra

### FC Barcelona
Valverde se stal náhradou Luise Enriqueho na pozici trenéra Barcelony 29. května 2017, přičemž podepsal smlouvu na 2 roky.
Na úvod svého působení podlehl ve španělském Superpoháru Realu Madrid v obou zápasech (1:3 a 0:2), ale hned v první sezóně získal s klubem domácí double po vítězství v lize, tak i v poháru. Ve skupině Ligy mistrů narazil na italský Juventus, Sporting Lisabon z Portugalska a na řecký Olympiakos Pireus. Dovedl Barcelonu k postupu z prvního místa a v osmifinále se mu podařilo vyřadit Chelsea. Ve čtvrtfinále však vypadl s italským celkem AS Řím, ačkoliv byla Barcelona favoritem.
Začátkem nové sezóny 2018/19 už nemohl počítat se službou Andrése Iniesty, který zamířil do japonského týmu Vissel Kóbe. Kapitánem byl zvolen Lionel Messi. Zkraje sezóny získal Valverde s týmem španělský Superpohár po výhře nad Sevillou 2:1.
Barcelonu také posílili například Arturo Vidal (přišel z Bayernu) nebo Malcom (přišel z Bordeaux). 28. října 2018 dovedl Barcelonu k vysoké výhře 5:1 v El Clásicu proti Realu Madrid.
Valverde byl v Barceloně dlouhodobě pod velkým tlakem a ten nakonec neustál. Katalánský klub měl velké rezervy ve své hře a po nezdaru v semifinále Superpoháru v lednu 2020 se vedení rozhodlo jednat, výsledkem bylo ukončení spolupráce s 55letým kormidelníkem, jehož vystřídal Quique Setién. Na lavičce seděl ve 163 soutěžních zápasech. Ve 108 případech se katalánský celek radoval z výhry, 35x se zrodila remíza a 20x odcházela Barcelona poražena. V průběhu dvou a půl let Valverde dovedl Barcelonu ke dvěma španělským titulům, jednomu triumfu v Copa del Rey a jednomu úspěchu v Superpoháru.

### Athletic Bilbao (2022–)
Valverde se v červenci 2022 stal potřetí v kariéře hlavním trenérem prvního týmu Athleticu. Jako hráč za Athletic šest let hrával, po přesedlání na trenérské řemeslo vedl mládežnické týmy a v letech 2003 a 2013 se ujal kormidla áčka.   V roce 2024 dovedl Athletic Bilbao k výhře španělského poháru, kde jeho celek ve finále vyhrál nad týmem RCD Mallorca po penaltách.